# روي دل روث
روي دل روث (بالإنجليزية: Roy Del Ruth)‏ هو مخرج أمريكي، ولد في 18 أكتوبر 1893 في ديلاوير في الولايات المتحدة، وتوفي في 27 أبريل 1961 في شيرمان أوكس في الولايات المتحدة بسبب نوبة قلبية.

## وصلات خارجية
- روي دل روث على موقع IMDb (الإنجليزية)
- روي دل روث على موقع الموسوعة البريطانية (الإنجليزية)
- روي دل روث على موقع ألو سيني (الفرنسية)
- روي دل روث على موقع أول موفي (الإنجليزية)
- روي دل روث على موقع قاعدة بيانات الأفلام السويدية (السويدية)
- روي دل روث على موقع إن إن دي بي (الإنجليزية)
- روي دل روث على موقع قاعدة بيانات الفيلم (الإنجليزية)
- روي دل روث على موقع كينوبويسك (الروسية)